# Livre terrier
 (janvier 2022).
Si vous disposez d'ouvrages ou d'articles de référence ou si vous connaissez des sites web de qualité traitant du thème abordé ici, merci de compléter l'article en donnant les références utiles à sa vérifiabilité et en les liant à la section « Notes et références ».

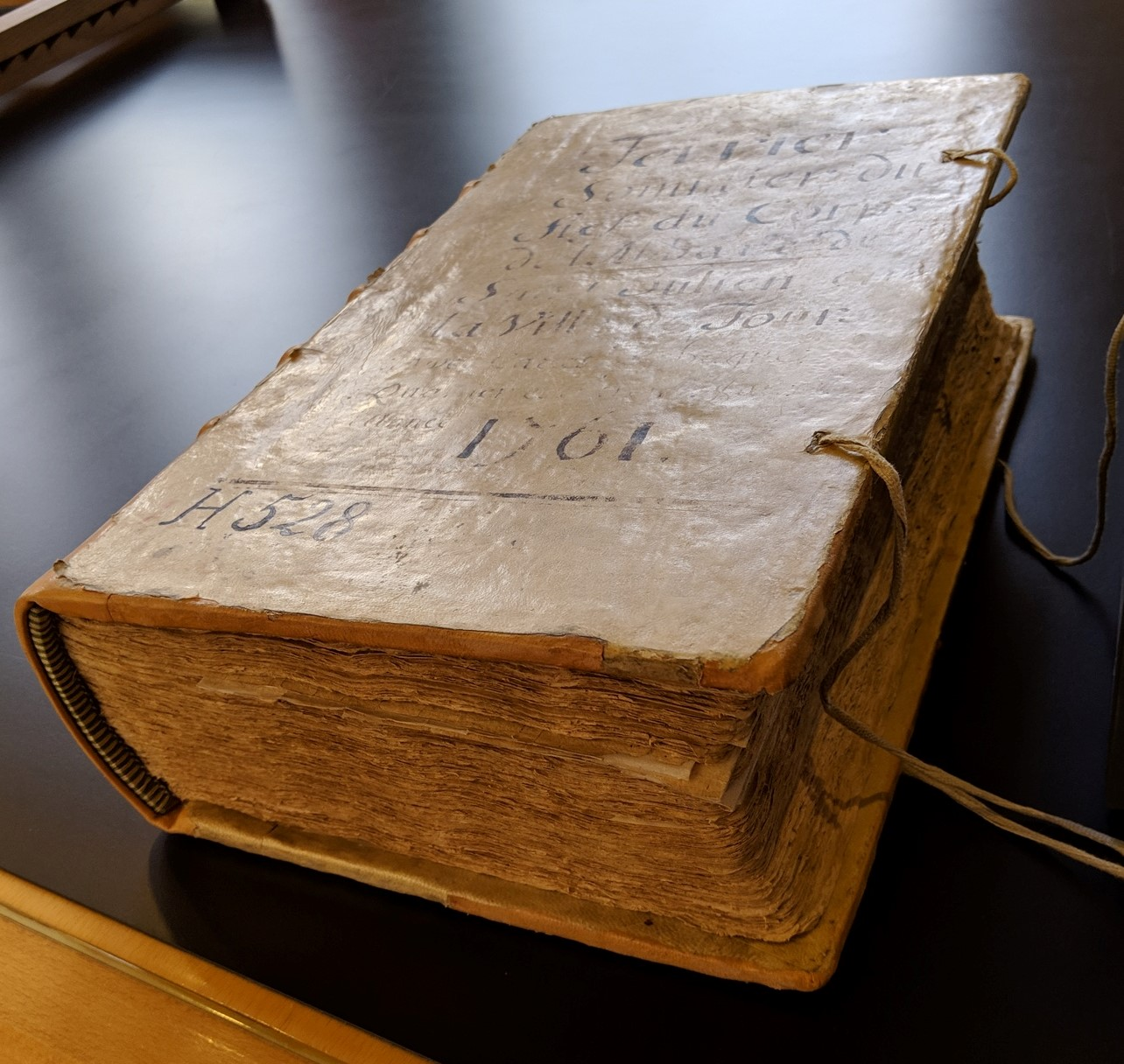
Plan terrier de l'abbaye de Saint-Julien à Tours, conservé aux Archives départementales d'Indre-et-Loire.

Un livre terrier, papier terrier, plan terrier ou simplement terrier, est un registre contenant les lois et usages d'une seigneurie, la description des bien-fonds, les droits et conditions des personnes, ainsi que les redevances et obligations auxquelles elles sont soumises. Les règles juridiques et statuts réglementant la formation des terriers sont variables selon les territoires. Son enjeu fondamental est d'identifier les fiscalités seigneuriales.

## Historique

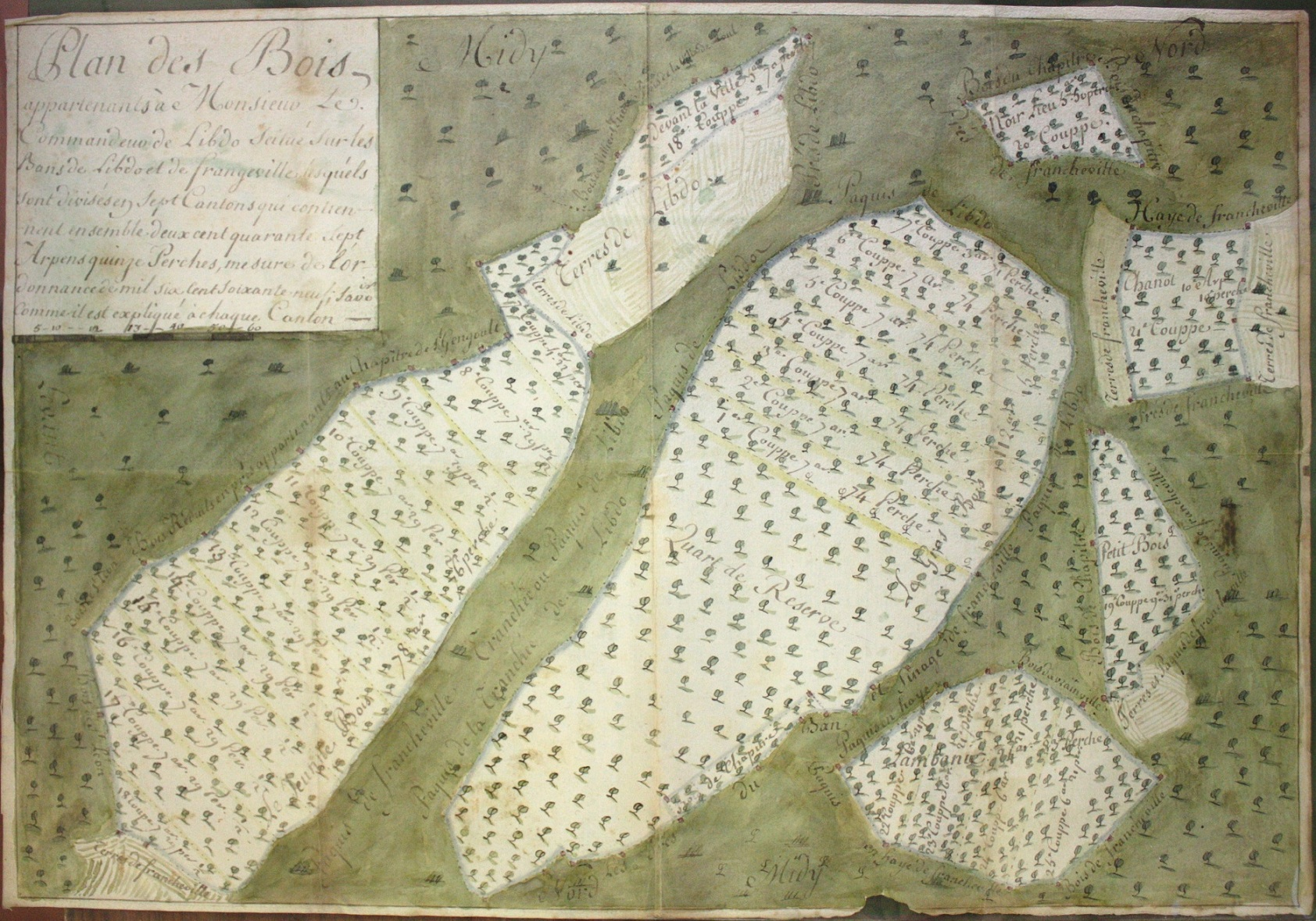
Plan terrier de la commanderie de Libdeau.

À partir du XVe siècle, les terriers s'imposèrent comme outils de l'administration seigneuriale : l'évolution de leur présentation traduit chez les seigneurs une volonté de perfectionner et d'améliorer la gestion de leurs terres. Il s'agit de documents techniques issus d'une enquête notariale ou d'un arpentage : ils s'accompagnent quelquefois d'un plan-terrier destiné à représenter graphiquement la forme des terres arpentées.
Cependant, les terriers ne sont pas circonscrits à cette unique fonction gestionnaire. Le colloque de Paris organisé par l'Association d'Histoire des sociétés rurales et de l'École nationale des Chartes qui s'est tenu du 23 au 25 septembre 1998 à Paris a mis en évidence qu'il s'agit là d'un « document foncier et fiscal qui dresse la matrice de la propriété réelle du sol » et que, de ce fait, il affirme « le lien existant entre l'organisation féodale de la société et la terre ». Il s'agit donc d'un document d'« affirmation politique du droit des seigneurs sur les hommes ».
Les terriers font partie d'un ensemble de documents de gestion qui étaient utilisés dans une seigneurie, où ils coexistaient au milieu des polyptyques et autres censiers. Étienne Renard souligne la difficulté de classifier de manière stricte tous ces types de documents en l'absence de critères clairs définis à l'époque même par les contemporains.
Pour faire l'inventaire des censives, les seigneurs devaient obtenir l'adhésion et la participation active des tenanciers pour venir déclarer, devant le notaire choisi par le seigneur, le montant et la nature des redevances qui leur incombaient, et décrire les terres sur lesquelles elles étaient assises[réf. nécessaire].
Pour obliger les tenanciers, naturellement récalcitrants, à passer reconnaissance, les seigneurs firent appel aux autorités publiques, royales ou princières, qui leur délivrèrent des lettres à terrier (ou lettres patentes) et qui trouvèrent dans cette pratique une nouvelle source de revenus et un moyen de faire reconnaître leur autorité judiciaire. Les seigneurs avaient ainsi la possibilité de recourir à la justice princière ou royale pour contraindre leurs tenanciers récalcitrants[réf. nécessaire].
Ainsi le terrier est un recueil d'actes, ou reconnaissances, passés devant notaire par les tenanciers du seigneur à une époque donnée. Par la reconnaissance, le tenancier reconnaît tenir en servitude du seigneur la ou les parcelle(s) dont il est possesseur à titre précaire et lui devoir, tel cens ou servis annuel, ainsi que les lods ou milods en cas de mutation. La reconnaissance implique l'identification de la parcelle, par sa nature (terre, pré, bois, vigne, grange, habitation, etc., par sa contenance (à Lyon : bicherées, hommées, fessorées, etc., par sa situation (paroisse, lieu-dit, rue, etc.) et ses confins dont sont donnés également nature et possesseurs. Telles sont les précisions que devait apporter la reconnaissance idéale[réf. nécessaire].
En 1678, un règlement de Colbert décide l'envoi d'un exemplaire à la chambre des comptes locale, le second exemplaire demeurant chez le propriétaire[réf. nécessaire].
Un arrêt du Conseil d'État du 21 août 1691 crée à Paris un dépôt destiné à regrouper un exemplaire de tous les terriers du royaume. La gestion du dépôt fut calamiteuse et il brûla en 1737[réf. nécessaire].
À la veille de la Révolution française, le terrier est perçu comme un des symboles de la réaction féodale et seigneuriale de la seconde moitié du XVIIIe siècle. Pour cette raison, un mouvement de destruction spontané des terriers s'opère selon des degrés d'intensité variables selon les régions.
La destruction par le feu de milliers de terriers à l'été 1789 et dans les années 1790-1792 a surpris et dérouté les contemporains de l'événement. En effet, le contenu des cahiers de doléances ne remettait pas en cause l'existence des terriers, mais ceux-ci sont devenus l'enjeu du contrecoup de la réaction féodale des années qui précèdent la Révolution française qui vit le renouvellement de beaucoup de terriers, en demandant aux feudistes de procéder par là à la restauration de droits seigneuriaux oubliés[réf. nécessaire].
À partir de juillet 1789, commence une série de « guerres contre les châteaux » alimentée par une législation hostile. Elle vise plus particulièrement les terriers et les papiers qui légitiment le régime seigneurial[réf. nécessaire].
Dans la nuit du 4 août 1789, l'Assemblée nationale déclare « détruire entièrement le régime féodal », mais fait une distinction parmi les droits féodaux dont certains sont déclarés rachetables : ce sont justement eux qui figurent dans les terriers. Devant cette situation confuse qui provoque des troubles, le législateur décide finalement, le 17 juillet 1793, de supprimer toute trace de la féodalité. Les terriers déposés avant le 10 août devront être brûlés en présence du conseil général de la commune. À la suite des protestations des propriétaires (en particulier en Bourgogne), l'application de la loi pourra être suspendue jusqu'à l'établissement d'un cadastre[réf. nécessaire].
Avant l'existence du cadastre créé par Napoléon Ier en 1807, les terriers sont les seuls plans ou récits permettant de connaître les propriétés[réf. nécessaire].